# ゲルト・ジークムント
ゲルト・ジークムント（Gerd Siegmund、1973年2月7日 - ）は、東ドイツ、ドレスデン県（現在のドイツ、ザクセン州）ドレスデン出身の元スキージャンプ選手。東ドイツおよびドイツ代表として1990年代に活躍した。

## プロフィール
ジークムントは1983年にスキージャンプを始めた。1990年1月17日にザコパネ（ポーランド）でスキージャンプ・ワールドカップにデビュー、56位だった。
1993年ノルディックスキー世界選手権ではラージヒル23位、ノーマルヒル20位、1994年リレハンメルオリンピックのスキージャンプ競技ではノーマルヒル11位となった。
1994年3月26日のサンダーベイ（カナダ）でワールドカップ初勝利、1993-1994シーズンのワールドカップ総合で自己最高位の13位となった。
1年後、同じサンダーベイでの1995年ノルディックスキー世界選手権で個人ノーマルヒル11位、個人ラージヒル10位、団体戦ではイェンス・バイスフロク、ハンスイェルク・イエックレ、ディーター・トーマとともに銀メダルを獲得した。
その後はワールドカップであまり上位に入ることはできず、膝の故障などもあって1999-2000シーズン終了後現役を退いた。
現役引退後はドイツ公共放送連盟（ARD）やユーロスポーツのコメンテーターを務める一方、クリンゲンタールでマーケティング事務所を経営、ミヒャエル・ウアマンらのマネージメントを行っている。またドイツ国内でのスキージャンプ・ワールドカップ実行委員会にも参加している。